# Victor Canet
Jean-Marie-Victor Canet, né le 18 juin 1824 à Servian (Hérault) et mort le 24 novembre 1909 à Roquecourbe (Tarn), est un professeur d'université et historien français du XIXe siècle.

## Biographie
Victor Canet réalise des études de lettres afin de devenir professeur. À partir de 1856, alors professeur au collège de Castres, il doit démissionner en 1862, en raison de difficultés que lui causent ses convictions religieuses. Parallèlement, il participe aux séances de la Société littéraire et scientifique de cette ville, dont il est par ailleurs secrétaire et l'un des membres fondateurs. Il y intervient régulièrement sur des sujets comme la littérature, l'histoire ou les écrits latins et grecs, ses sujets de prédilection. Il est aussi chargé d'organiser le concours de la Société, qui veut récompenser les meilleurs manuscrits ou objets historiques reçus.
En 1877, il obtient un doctorat de lettres à la faculté de Montpellier, grâce à sa thèse sur Les Éléments de l'ancienne constitution française. De 1877 à 1899, il est professeur d'histoire à la faculté catholique de Lille, et est nommé commandeur de l'Ordre de Saint-Grégoire-le-Grand.
Victor Canet meurt le 24 novembre 1909 à Roquecourbe ou à Montfa[source insuffisante]. Il est inhumé dans le cimetière de Peyregoux. Sa tombe est relevée en 2016.

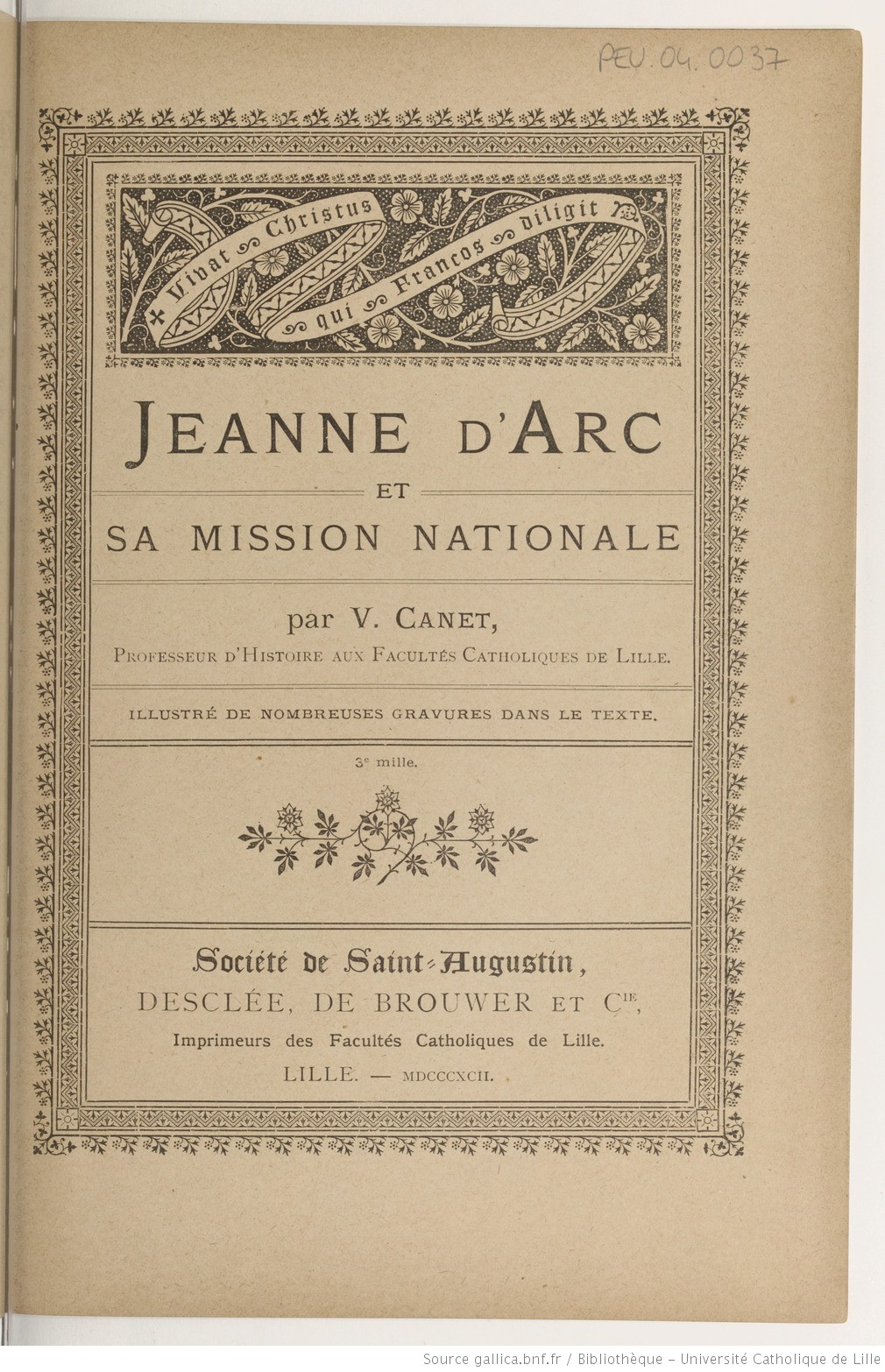
Ouvrage Jeanne d'Arc, 1887.
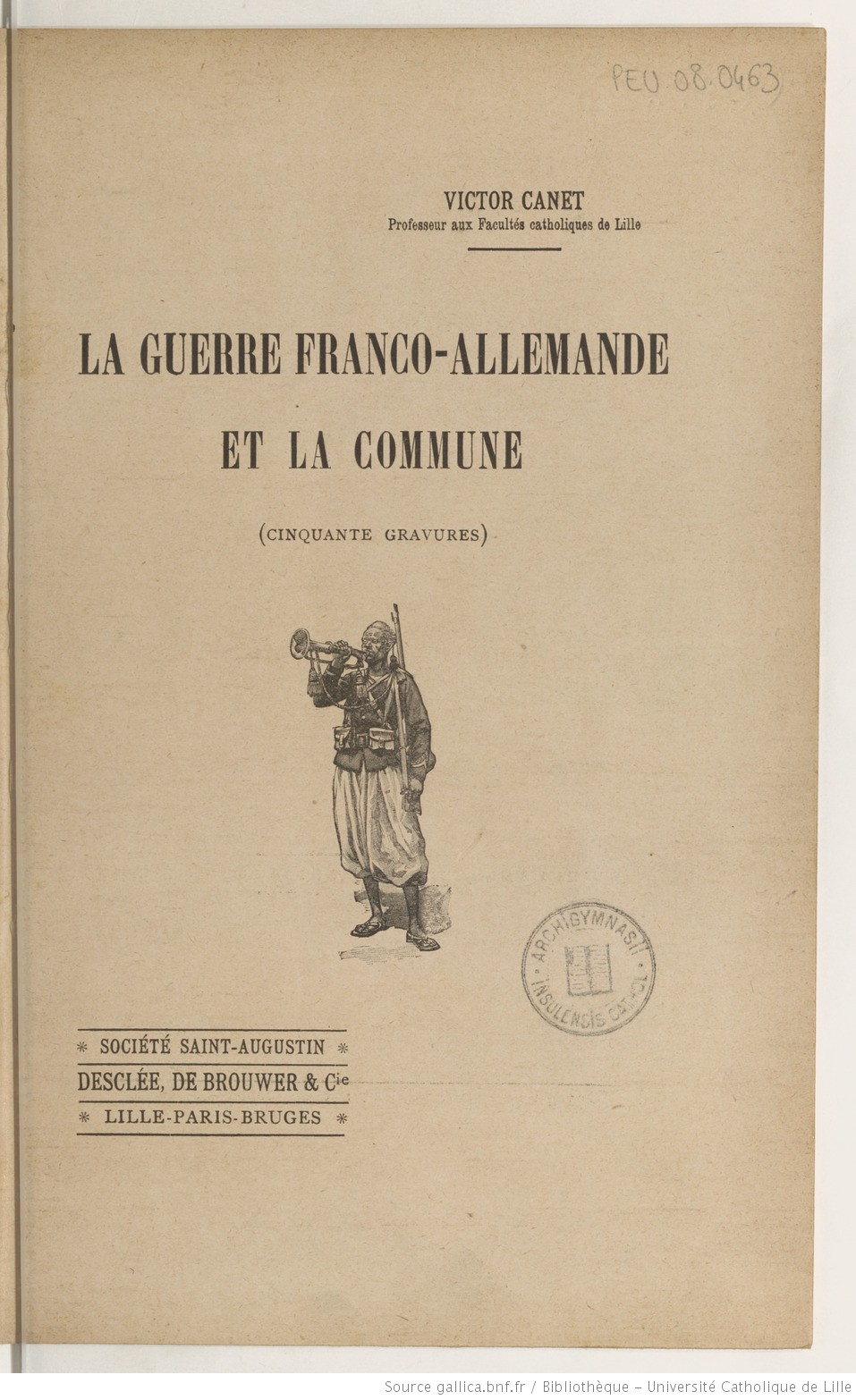
Ouvrage La guerre franco-allemande, 1913.
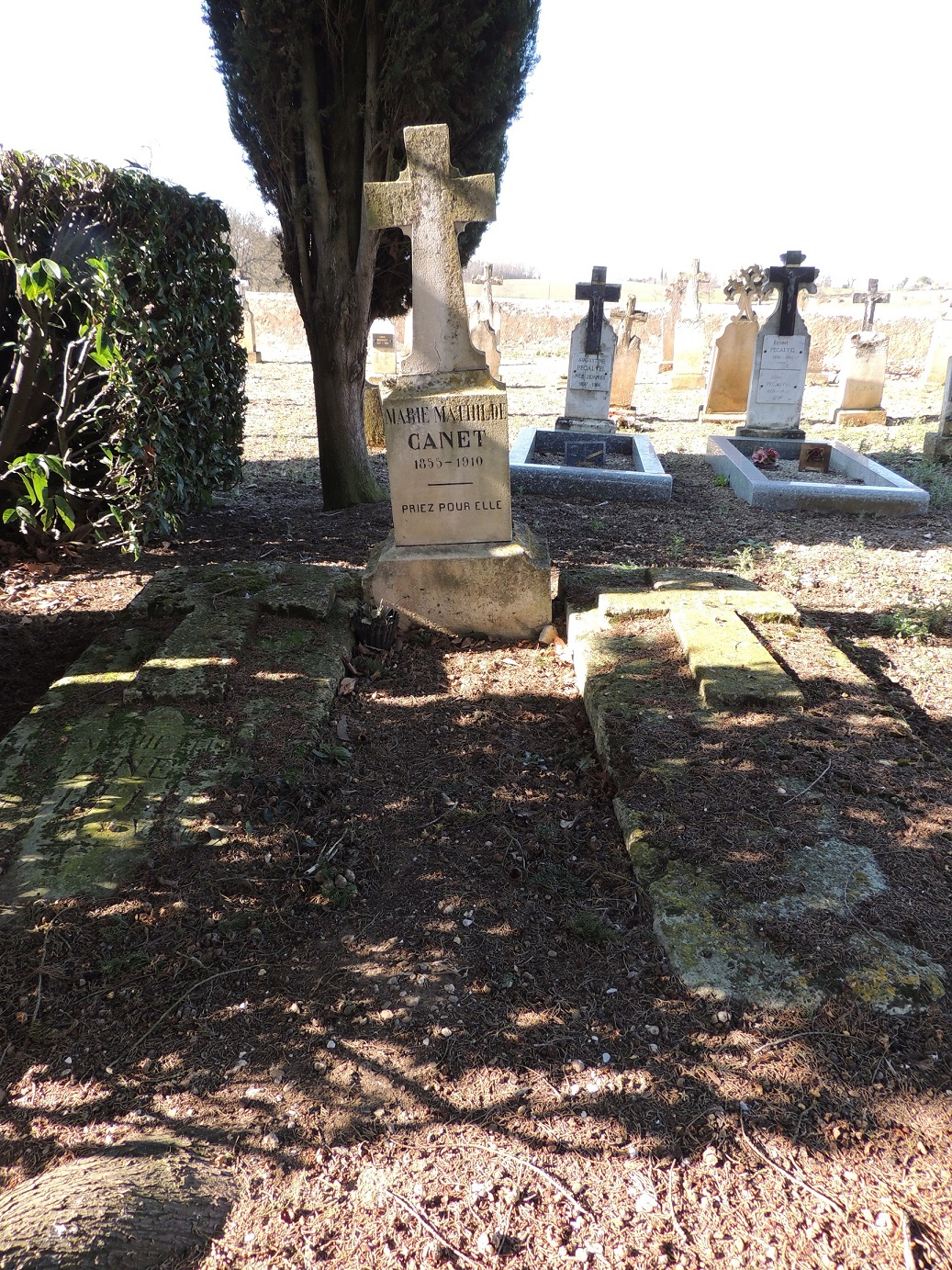
Sa sépulture avant son relevage de 2016.

## Principaux ouvrages
- Les éléments de l'ancienne Constitution française (thèse de doctorat en droit à Montpellier), Paris / Castres, Ernest Thorin, impr. Abeilhou, 1877, 436 p., 21 cm (OCLC 27468417, BNF 30192013, SUDOC 051102064, présentation en ligne, lire en ligne).
- Les institutions de Sparte, Lille, J. Lefort / C. de Muyssart, 1886, XVIII-489 p., 19 cm (OCLC 457256411, BNF 30192017, SUDOC 098386778, présentation en ligne).
- Jeanne d'Arc et sa mission nationale, Lille / Bruges, Desclée de Brouwer (réimpr. 1892 et 1895) (1re éd. 1887), 408 p., 22 cm (OCLC 490819922, BNF 34022127, SUDOC 051102706, présentation en ligne, lire en ligne).
- Les institutions d'Athènes, vol. 2, Lille, J. Lefort, 1887-1888, 628-656 p., 19 cm (OCLC 490819419, BNF 30192016, SUDOC 098386786, présentation en ligne, lire en ligne).
- Clovis et les origines de la France chrétienne, Lille, Desclée de Brouwer et Cie (réimpr. 1888) (1re éd. 1887), 216 p., 24 cm (OCLC 494244262, BNF 30192012, SUDOC 121912493, présentation en ligne, lire en ligne).
- Marie Stuart, la reine martyre, Lille, Société de Saint-Augustin, Desclée de Brouwer (réimpr. 1892) (1re éd. 1888), IV-219 p., 24 cm (OCLC 937677950, BNF 41495749, SUDOC 204522110, présentation en ligne).
- Histoire de France, depuis ses origines jusqu'au XVIIe siècle, Lille, Société Saint-Augustin : Desclée De Brouwer et Cie, 1889, 496 p., 28 cm (OCLC 1005699561, BNF 34015655, SUDOC 20457711X, présentation en ligne).
- Histoire de France, depuis l'avènement des Bourbons jusqu'à la seconde République, Lille, Société de Saint-Augustin : Desclée de Brouwer et Cie, 1891, 498 p., 28 cm (OCLC 300297655, BNF 30192015, SUDOC 204577438, présentation en ligne).
- Simon de Montfort et la croisade contre les Albigeois, Paris, Desclée De Brouwer, 1891, 294 p., 24 cm (OCLC 490005392, BNF 34018979, SUDOC 012888184, présentation en ligne).
- Un demi-Siècle de notre histoire, 1848-1900, Lille, Société de Saint-Augustin, Desclée de Brouwer et Cie, 1901, VIII-494 p., 28 cm (OCLC 493012322, BNF 30192022, SUDOC 094147272, présentation en ligne).
- La guerre Franco-Allemande et la Commune, Lille / Paris / Bruges, Société Saint-Augustin, Desclée de Brouwer, 1913, 201 p., 25 cm (OCLC 1005701552, SUDOC 204583136, présentation en ligne).